# Crawford County, Wisconsin
Crawford County är ett administrativt område i delstaten Wisconsin, USA, med 16 644 invånare. Den administrativa huvudorten (county seat) är Prairie du Chien.

## Geografi
Enligt United States Census Bureau har countyt en total area på 1 552 km². 1 483 km² av den arean är land och 69 km² är vatten.

### Angränsande countyn
- Vernon County - nord
- Richland County - öst
- Grant County - syd
- Clayton County, Iowa - sydväst
- Allamakee County, Iowa - väst